# Chi Xạ tử
Chi Xạ tử (danh pháp khoa học: Sporobolus) là một chi thực vật có hoa trong họ Hòa thảo (Poaceae).